# Passo del Maloja
Il passo del Maloja (in italiano anche passo del Maloggia o della Maloggia, in tedesco Malojapass, in romancio pass dal Malögia, in lombardo pass de la Malœugia o pass del Maloja, in francese col de la Maloja - 1.815 m  S.l.m.) è un importante valico stradale svizzero delle Alpi Retiche occidentali.

## Geografia
Si trova a 1.815 m di altitudine e mette in comunicazione la Valchiavenna/Val Bregaglia con l'Engadina, unendo le due cittadine di Chiavenna e St. Moritz, distanti 50 km. Si trova nel cantone Grigioni, regione Maloja, separando dal  punto di vista orografico le Alpi del Bernina (a sud-est) dalle Alpi dell'Albula (a nord-ovest), entrambe sottosezioni delle Alpi Retiche occidentali.
L'ampia insellatura del passo si apre tra le moli rocciose del Piz Lunghin a nord e del Piz da la Margna a sud, e la sua linea spartiacque segna il limite dell'Italia geografica (entro cui è ascritta la val Bregaglia) ed il confine tra il bacino del Mediterraneo, nel quale confluiscono le acque che scendono con il fiume Mera dalla Val Bregaglia, e il bacino del Mar Nero, verso cui dirigono le acque del fiume Inn, attraversando l'Engadina. La morfologia del passo è nettamente asimmetrica: sul lato della val Bregaglia il suo fianco precipita con una parete rocciosa fino al fondovalle e la strada vi si inerpica con numerosi tornanti; sull'altro versante si trova l'ampio piano dell'alta Engadina, con i suoi celebri laghi e la strada che non presenta alcun tornante per raggiungere il passo.

### Limiti geografici e linguistici
Il passo della Maloggia segna - come si è detto - il confine tra l'Italia geografica e i territori transalpini, le cui acque sono tributarie del Mar Nero. Tale confine è anche linguistico, in quanto nella val Bregaglia, situata a sud dello spartiacque alpino, si parla lombardo e italiano, mentre nell'Engadina sono diffusi il romancio e il tedesco.

## Storia
Il passo della Maloggia fu sicuramente frequentato fin dall'antichità, ma fu con i Romani che acquisì importanza commerciale nei traffici verso le terre germaniche, anche se la vicinanza con l'altrettanto storico passo del Settimo (Pass da Sett) ne condizionò in parte il volume di traffico.
Restato sempre sotto il controllo elvetico, mantenne la propria importanza commerciale fino all'apertura del moderno tracciato, insieme a quello dello passo del Giulia, nel 1826-1828; l'evoluzione dei trasporti e la loro espansione, tuttavia, gli fecero preferire poco dopo vie più agevoli e dirette, sulle quali fosse più semplice tracciare grandi strade e ferrovie. Il passo non conobbe però decadenza, in quanto legò il proprio destino al sempre maggiore sviluppo del turismo, estivo e invernale, che avrebbe fatto dell'Engadina una delle zone privilegiate e più frequentate delle Alpi.

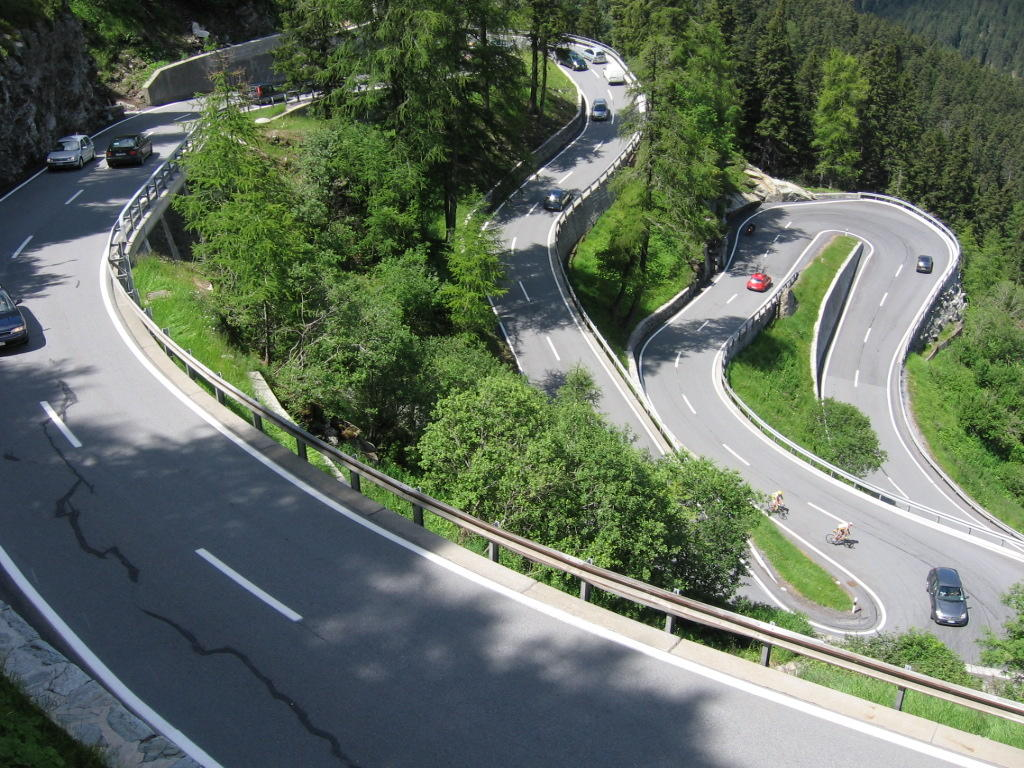
Strada a serpentina del passo del Maloggia

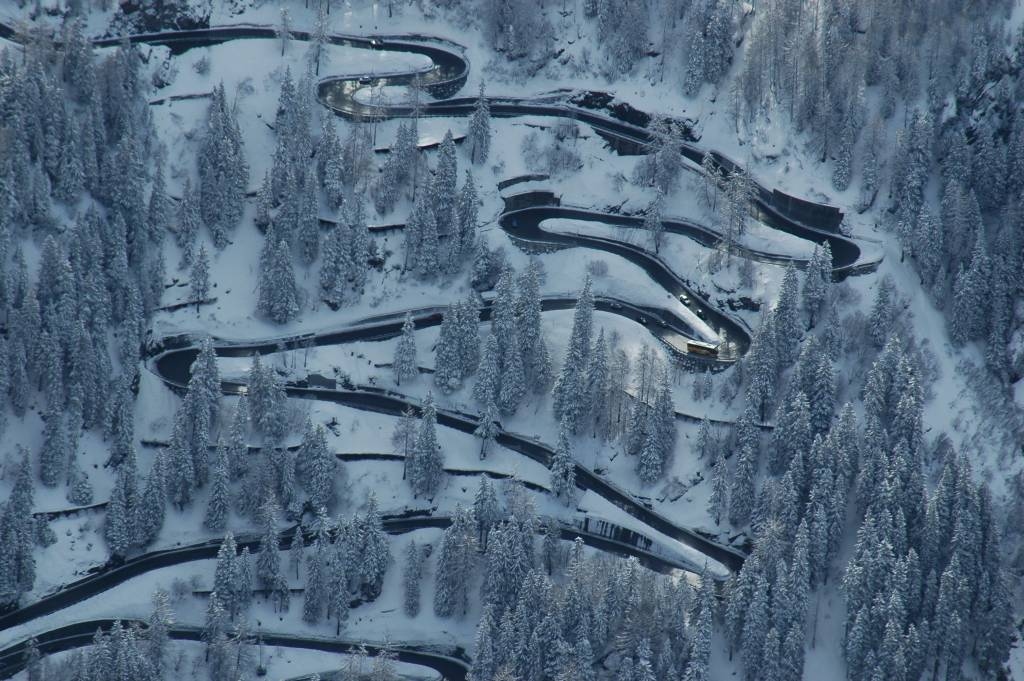
Strada a serpentina del passo del Maloggia

### Toponimo
Il toponimo "Maloggia" deriverebbe dall'antichissima radice mal, che indicherebbe un luogo posto in alta quota, mentre secondo altri deriva dal termine dialettale maloss, che indica l'ontano, una pianta molto diffusa nella zona.

## Turismo
La vicinanza con le località di villeggiatura dell'Engadina, distanti pochi chilometri e capaci di attirare turisti lungo tutto l'arco dell'anno, segna il carattere turistico del passo. La stessa Maloggia, la località sulla culmine, è una piccola ma attrezzata stazione turistica con negozietti, alberghi, ristoranti e infrastrutture sportive varie, sulla riva del Lej da Segl; nota nella stagione invernale per essere il "capolinea" dei percorsi fondistici che percorrono l'intera Engadina, è anche punto di partenza per escursioni alpinistiche e sciistiche verso il Piz Lunghin, il Piz da la Margna, con le sue vette adiacenti, e le cime soprastanti la valle del Forno, sul lato nordorientale del gruppo del Masino, dove si trova un grande ghiacciaio vallivo. Da Maloja, attraverso la valle e il Passo del Muretto, è inoltre possibile passare in Italia giungendo in alta Valmalenco oppure, sull'altro versante, scendere a Bivio (unico paese oltralpe a parlata italiana) transitando dal passo Lunghin.
La Maloggia è nota anche per essere stata dimora, negli ultimi anni di vita, del pittore Giovanni Segantini, che vi si trasferì nel 1894 e qui venne sepolto nel 1899, dopo la morte che lo colse a pochi chilometri di distanza, sopra Pontresina, mentre stava dipingendo. Sono aperte al pubblico per le visite la casa che il pittore abitò e l'adiacente atelier, nel quale creò alcune delle sue opere più celebri, oggi conservate al Museo Segantini di St. Moritz; è inoltre percorribile una sorta di sentiero tematico, il Segantini Weg, che transita attraverso la piana del passo su percorsi che lo stesso Segantini seguiva durante le proprie passeggiate quotidiane, sul cui tragitto si incontra anche il piccolo cimitero nel quale il pittore italiano venne tumulato.